# 帕特里克·希拉
帕特里克·希拉（法語：Patrick Chila，1969年11月27日—），生于埃松省里斯-奥朗日斯，法国男子乒乓球运动员。他参加过1992年至2008年五届奥运会的乒乓球比赛，曾获得3枚欧洲乒乓球锦标赛金牌。